# Pelagio Luna
Pelagio Baltasar Luna (La Rioja, 6 gennaio 1867 – Buenos Aires, 25 giugno 1919) è stato un politico e avvocato argentino.
Fu vicepresidente dell'Argentina sotto l'amministrazione di Hipólito Yrigoyen dal 12 ottobre 1916 sino alla sua morte il 25 giugno 1919.

## Biografia
Era il figlio di Domingo Luna, fondatore dell'Unione Civica Radicale nella provincia di La Rioja. Studiò giurisprudenza a Buenos Aires, nel medesimo corso del futuro leader democratico-progressista Lisandro de la Torre. Laureatosi nel 1889, l'anno seguente prese parte alla Rivoluzione del Parco che portò alla caduta del presidente Miguel Juárez Celman. Rientrato nella sua provincia natale, lavoro come giudice civile, procuratore e giornalista. Contemporaneamente continuò la sua attività politica presiedendo la convenzione nazionale dell'UCR del 1892 e candidandosi senza successo come deputato nel 1912 e come governatore di La Rioja l'anno seguente. 
Fu candidato per l'UCR alle presidenziali del 1916 insieme ad Hipólito Yrigoyen. La vittoria del duo radicale, ottenuta grazie alla legge Sáenz Peña che pose un freno a decenni di brogli elettorali, segnò la fine del dominio del Partito Autonomista Nazionale e dei conservatori nella scena politica nazionale. 
Durante il suo mandato fu istituita la Biblioteca del Congresso Nazionale, della quale Luna ne fu proclamato primo presidente. Morì a causa di una malattia.